# リユニオン (ブラック・サバスのアルバム)
『リユニオン』（Reunion）は、ブラック・サバスが1998年に発表したライブ・アルバム。1980年に発売された『ライヴ・アット・ラスト!』は、レーベル側がバンドに無断で発売した作品で、オリジナル・ラインナップによるライブ・アルバムがバンド公認で発売されたのは、本作が初めてである。

## 背景
1997年、オリジナル・メンバーのうちオジー・オズボーン、トニー・アイオミ、ギーザー・バトラーの3人が再結集し、サポート・メンバーのジェフ・ニコルス（キーボード）とマイク・ボーディン（ドラムス）を迎えた編成で、5月より始まったオズフェスト・ツアーに参加した。そして、12月4日と5日に行われたバーミンガム公演では、オリジナル・ドラマーのビル・ワードも復帰した。
本作にはスタジオ録音の新曲「サイコ・マン」と「セリング・マイ・ソウル」も収録された。なお、後者のレコーディングでは、ワードが適切なタイム感で演奏できなかったため、ドラムマシンが使用された。

## 反響
アメリカのBillboard 200では11位に達し、バンドにとって『悪魔の落とし子』（1983年）以来15年ぶりの全米トップ40アルバムとなった。スウェーデンでは1998年10月29日付のアルバム・チャートで初登場11位となり、合計3週トップ60入りした。一方、全英アルバムチャートでは最高41位に終わり、トップ100入りは2週のみであった。

## 評価
第42回グラミー賞では、本作に収録された「アイアン・マン」が最優秀メタル・パフォーマンス賞を受賞した。
Eduardo Rivadaviaはオールミュージックにおいて5点満点中3点を付け、ライブ録音のパートに関して「このアルバムに関する真の鍵は、ライブ・レコーディングにおいて最もありがちな落とし穴である、楽曲のテンポを上げることを回避したことにある」、新曲「サイコ・マン」に関して「スローなイントロとラストの激しいリフによって、実に素晴らしい出来となっている」と評している。また、Jim Farberは『エンターテインメント・ウィークリー』誌のレビューでBプラスを付け「彼らの初期の作品は画期的である一方、現在の水準からすれば、音質的には弱々しく抑制的だった」「ここでは更なる押しの強さと重さがあり、そしてトニー・アイオミの邪悪なリード・ギターに比重が割かれている」と評している。

## 収録曲
特記なき楽曲はオジー・オズボーン、トニー・アイオミ、ギーザー・バトラー、ビル・ワードの共作。

### ディスク1
1. ウォー・ピッグス "War Pigs" – 8:28
2. 眠りのとばりの後に "Behind the Wall of Sleep" – 4:05
3. N.I.B. "N.I.B." – 6:44
4. フェアリーズ・ウェア・ブーツ "Fairies Wear Boots" – 6:19
5. エレクトリック・フューネラル "Electric Funeral" – 5:01
6. スウィート・リーフ "Sweet Leaf" – 5:07
7. スパイラル・アーキテクト "Spiral Architect" – 5:40
8. イントゥー・ザ・ヴォイド "Into The Void" – 6:31
9. スノウブラインド "Snowblind" – 6:07

### ディスク2
1. 血まみれの安息日 "Sabbath Bloody Sabbath" – 4:36
2. オーキッド / ロード・オブ・ジス・ワールド "Orchid / Lord of This World" – 7:06
3. きたない女 "Dirty Women" – 6:29
4. 黒い安息日 "Black Sabbath" – 7:29
5. アイアン・マン "Iron Man" – 8:20
6. チルドレン・オブ・ザ・グレイヴ "Children of the Grave" – 6:30
7. パラノイド "Paranoid" – 4:29
8. サイコ・マン "Psycho Man" (Ozzy Osbourne, Tony Iommi) – 5:19
9. セリング・マイ・ソウル "Selling My Soul" (O. Osbourne, T. Iommi) – 3:09

## 参加ミュージシャン
- オジー・オズボーン - ボーカル
- トニー・アイオミ - ギター
- ギーザー・バトラー - ベース
- ビル・ワード - ドラムス

アディショナル・ミュージシャン
- ジェフ・ニコルス - キーボード、ギター